# Nitro (Virgínia Ocidental)
Nitro é uma cidade localizada no estado norte-americano de Virgínia Ocidental, no Condado de Kanawha e Condado de Putnam.

## Demografia
Segundo o censo norte-americano de 2000, a sua população era de 6824 habitantes.
Em 2006, foi estimada uma população de 6739, um decréscimo de 85 (-1.2%).

## Geografia
De acordo com o United States Census Bureau tem uma área de
10,6 km², dos quais 9,7 km² cobertos por terra e 0,9 km² cobertos por água.

## Localidades na vizinhança
O diagrama seguinte representa as localidades num raio de 12 km ao redor de Nitro.